# Hyllisia consimilis
Hyllisia consimilis är en skalbaggsart som beskrevs av Charles Joseph Gahan 1894. Hyllisia consimilis ingår i släktet Hyllisia och familjen långhorningar.
Artens utbredningsområde är:
- Laos.
- Myanmar.

Inga underarter finns listade i Catalogue of Life.